# Закон про психічне здоров'я в громаді

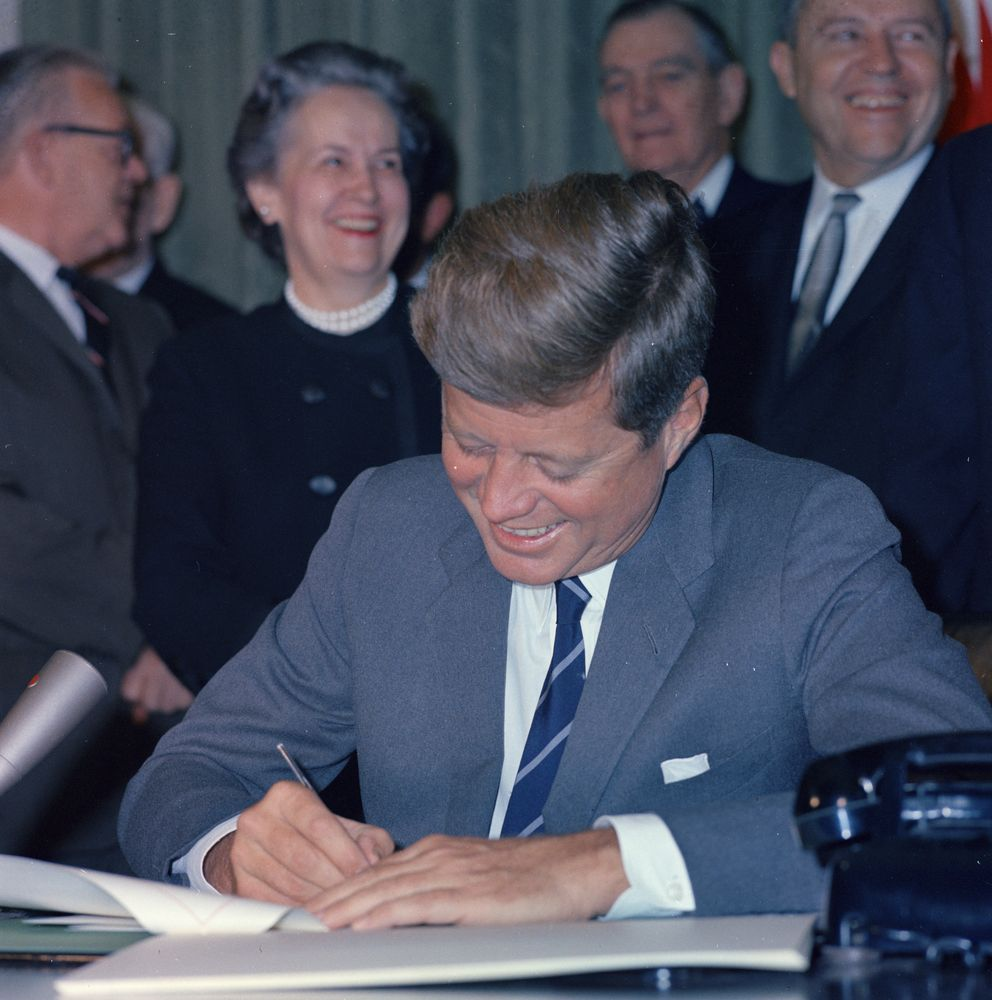
Президент Джон Ф. Кеннеді підписує акт

Закон про психічне здоров’я громади 1963 року (CMHA) (також відомий як Закон про будівництво центрів психічного здоров’я громади, Закон про будівництво установ для людей із затримкою психічного здоров’я, Публічний закон 88-164 або Закон про будівництво центрів психічного здоров’я для людей із затримкою психічного здоров’я та громадськості 1963 року) був актом, що передбачає федеральне фінансування громадських центрів психічного здоров’я та дослідницьких установ у Сполучених Штатах. Цей закон був прийнятий як частина нового кордону Джона Ф. Кеннеді. Це призвело до значної деінституціалізації.
У 1955 році Конгрес прийняв Закон про вивчення психічного здоров’я, що призвело до створення Об’єднаної комісії з психічних захворювань і психічного здоров’я. Ця Комісія опублікувала звіт у 1961 році, який став основою Акту 1963 року.
CMHA надав гранти штатам на створення місцевих центрів психічного здоров’я під наглядом Національного інституту психічного здоров’я . NIH також провів дослідження, пов'язане з адекватністю в питаннях психічного здоров'я. Метою CMHA було створення центрів психічного здоров’я для надання допомоги на рівні громади як альтернативи інституціалізації. У центрах пацієнти могли лікуватися під час роботи та проживання вдома.
Лише половина запропонованих центрів була побудована; жоден не був повністю профінансований, і закон не передбачав грошей для їх довгострокової експлуатації. Деякі штати закрили дорогі державні лікарні, але так і не витратили гроші на створення медичної допомоги на рівні громади. Деінституціалізація прискорилася після прийняття Medicaid у 1965 році. Під час адміністрації Рейгана фінансування, що залишилося, було перетворено на блок-гранти на психічне здоров’я для держав. З моменту прийняття CMHA 90 відсотків ліжок у державних лікарнях було скорочено, але вони не були замінені ресурсами громади.
CMHA виявився неоднозначним успіхом. Багато пацієнтів, які раніше перебували в закладах, були випущені в громаду. Однак не всі громади мали можливості чи досвід для їх вирішення. У багатьох випадках пацієнти опинялися в будинках для дорослих або зі своїми сім’ями, або залишалися бездомними у великих містах і не мали необхідної психіатрічної допомоги  Без підтримки громади психічно хворі люди мають більше проблем з отриманням лікування, дотриманням схем лікування та самозабезпеченням. Вони становлять значну частку бездомних і все більшу частку людей у в’язницях.

## Дивіться також
- Психічне здоров'я

## Зовнішні посилання
- S. 1576 (88th): An Act to provide assistance in combating mental retardation through grants for construction of research centers and grants for facilities for the mentally retarded and assistance in improving mental health through grants for construction and initial staffing. GovTrack. Civic Impulse, LLC.

Шаблон:John F. Kennedy